# Mushezib-Marduk
Mushezib-Marduk fue un rey de la dinastía X de Babilonia, que reinó en el período 693 a. C.-689 a. C.
Antes de ser elegido rey de Babilonia, era jefe de las guerrillas antiasirias. Cuando accedió al trono, compró a base de oro a todos los aliados que pudo reunir contra Asiria. En 691 a. C. consiguió una gran coalición formada por nómadas arameos y caldeos, pueblos de los Zagros, Parsuash, Anzan, Ellipi, y sobre todo, Elam. Este gran ejército se enfrentó al de Senaquerib cerca de la actual Samarra, junto al Tigris. La batalla fue muy dura, con grandes pérdidas por ambas partes, y sin claro vencedor.
Sin embargo, Senaquerib pudo rehacer sus fuerzas antes que sus rivales, y en 689 a. C. atacó de nuevo, logrando una clara victoria, en la que se apoderó de Babilonia e hizo prisionero a Mushezib-Marduk. Los babilonios fueron asesinados, deportados, o vendidos como esclavos; las estatuas de los dioses, destrozadas o robadas; los templos y los edificios, arrasados. La furia destructora de los asirios alcanzó hasta el propio suelo, que fue arrojado al Éufrates para que se perdiera en el mar. Esta actitud era una relativa novedad, aun dentro de la ferocidad de las guerras mesopotámicas, pues hasta entonces, los asirios habían distinguido entre el poder secular enemigo, y las ciudades santas y los dioses babilonios, que contaban con numerosos adoradores entre su propio pueblo, y que eran normalmente respetados.